# Powiatul Malbork
Powiat malborski este o unitate administrativ-teritorială (powiat) din voievodatul Pomerania, în nordul Poloniei. Aceasta a fost înființat pe 1 ianuarie 1999, ca urmare a reformelor guvernamentale poloneze adoptate în 1998. Sediul administrativ este orașul Malbork, care se află la 46 km sud-est de capitala regională Gdańsk.
Powiatul se întinde pe o suprafață de 494,23 km².

## Demografie
La 1 ianuarie 2013 populația powiatului a fost de 64.697 locuitori.
Date referitoare la populație (31 iunie 2011):
|  | Total  | Total | Femei  | Femei | Bărbați | Bărbați                    |
|  | oameni | %     | oameni | %     | oameni  | % Format:Demografia/raport |

### Evoluție
|  | Graficele sunt indisponibile din cauza unor probleme tehnice. Mai multe informații se găsesc la Phabricator și la wiki-ul MediaWiki. |

| Ani  | Populație (de pe 31 decembrie) |
| ---- | ------------------------------ |
| 1999 | 104 854                        |
| 2000 | 105 017                        |
| 2001 | 105 029                        |
| 2002 | 63 166                         |
| 2003 | 62 968                         |
| 2004 | 63 129                         |
| 2005 | 63 051                         |
| 2006 | 62 867                         |
| 2007 | 62 712                         |
| 2008 | 62 681                         |
| 2009 | 62 842                         |
| 2010 | 62 948                         |

## Comune

Comunele powiatului malborski

| Stemă                      | Comună            | Tip     | Suprafață (km²) | Populație (2012) | Reședință  |
|                            | Malbork           | urbană  | 17,16           | 39 252           |            |
|                            | Comuna Nowy Staw  | rurbană | 114,3           | 7 926            | Nowy Staw  |
|                            | Comuna Lichnowy   | rurală  | 88,91           | 4 801            | Lichnowy   |
|                            | Comuna Stare Pole | rurală  | 79,49           | 4 733            | Stare Pole |
|                            | Comuna Malbork    | rurală  | 10,067          | 4 620            | Malbork*   |
|                            | Comuna Miłoradz   | rurală  | 93,7            | 3 365            | Miłoradz   |
| * nu face parte din comună |                   |         |                 |                  |            |